# Roberto Ferri
Roberto Ferri, né né à Tarente en 1978, est un artiste et peintre italien , en Italie qui s'est profondément inspiré de l'art Baroque (le Caravage en particulier) et des grands maîtres de Romantisme, de l'Académie, et du Symbolisme.

## Biographie
En 1996, il est diplômé de l'Liceo Artistico Lisippo Tarente, une école d'art locale dans sa ville natale. Il a commencé à étudier la peinture et a déménagé à Rome en 1999, afin de renforcer ses recherches sur la peinture ancienne, en particulier dans les périodes du début à la fin du 16e siècle. En 2006, il est diplômé avec les honneurs de l'Académie des Beaux-Arts à Rome.
Son travail est présent dans d'importantes collections privées à Rome, Milan, Londres, Paris, New York, Madrid, Barcelone, Miami, San Antonio, Qatar, Dublin, Boston, Malte, ou encore au Château de Ménerbes en Provence,. Son travail a été présenté dans le  pavillon italien controversé Biennale de Venise en 2011, et a été exposé au Palazzo Cini, à Venise, dans la Kitsch Biennale de 2010.